# Bachana Tskhadadze
Bachana Tskhadadze (géorgien : ბაჩანა ცხადაძე), né le 23 octobre 1987 à Tbilissi en URSS, est un footballeur international géorgien, désormais retraité. Il est le fils de Kakhaber Tskhadadze.

## Biographie

### Carrière en clubs
Le 6 janvier 2019, alors qu'il joue à Bastia, il annonce mettre fin à sa carrière car il estime n'avoir jamais retrouvé son potentiel après de multiples blessures.

### Carrière en sélection
Bachana joue son premier match en équipe nationale le 5 mars 2014 contre le Liechtenstein (victoire 2-0). Il compte cinq sélections en équipe de Géorgie depuis 2014.